# Брехов, Константин Степанович
Брехов Константин Степанович (26 января 1915—1973, Ленинград) — машинист крана-трубоукладчика строительно-монтажного управления Министерства газовой промышленности СССР. Герой Социалистического Труда (1971).

## Биография
Рожден 26 января 1915 года в семье коневодов. После получения среднего образования в школе, получил профессию комбайнёра в колхозе. В колхозе работал на тракторе, неоднократно перевыполнял план выработки. В 1934 году ушел на службу в Красную Армию. До 1937 года нес службу в кавалерии и технических войсках на Дальнем Востоке. После возвращения из армии вернулся на работы в колхоз. Был избран уполномоченным по заготовкам хлеба, занимал почетные места в социалистических соревнованиях и заносился на доску почета.
В 1941 году ушел на фронт в ряды Красной Армии. Участвовал в боях за Сталинград, в прорыве блокады Ленинграда. Участвовал в освобождении Чехословакии и Пруссии. В боях был ранен трижды. Участвовал в сооружении газопроводов из Кохтла-Ярве, Серпухова и Белоусова в Ленинград. Награждён орденом Ленина за выполнения заданий семилетнего плана (1959—1965) и достижения высоких технико-экономических показателей.
Досрочно выполнил личные социалистические обязательства и плановые задания Восьмой пятилетки (1966—1970). 30 марта 1971 года Указом Президиума Верховного Совета СССР удостоен звания Героя Социалистического Труда «за выдающиеся заслуги в выполнении заданий пятилетнего плана и достижение высоких технико-экономических показателей» с вручением ордена Ленина и золотой медали Серп и Молот.

## Награды
- 2 ордена Ленина (01.07.1966 г., 30.03.1971 г.)
- Орден «Знак Почёта» (18.07.1960 г.)
- Звание Героя Социалистического Труда с вручением ордена Ленина и золотой медали «Серп и Молот» (30.03.1971 г.)